# Hardeni
Hardeni (nep. हर्देनी) – gaun wikas samiti we wschodniej części Nepalu w strefie Sagarmatha w dystrykcie Udayapur. Według nepalskiego spisu powszechnego z 2001 roku liczył on 615 gospodarstw domowych i 3561 mieszkańców (1721 kobiet i 1840 mężczyzn).